# Hadula sublimis
Hadula sublimis är en fjärilsart som beskrevs av Max Wilhelm Karl Draudt 1950. Hadula sublimis ingår i släktet Hadula och familjen nattflyn. Inga underarter finns listade i Catalogue of Life.